# 曾华 (元朝)
曾华，元朝末年武冈人。
曾华是杨完者的部将，因功官至广东道宣慰使、佥都元帅府事，守浦阳时，严格约束部众，四门设置守卒，没有军令不得出营门。杨完者派人调曾华回到杭州，晚上离开，没有听到人马声，他驭下超过杨完者。浦阳人为立他碑于县庭。